# Josep Sentís i Porta
Josep Sentís i Porta (Tarragona, 10 de juny de 1888 - París, 6 de juny de 1983) fou un violinista i compositor de sardanes.
Estudia a Barcelona amb els mestres Joaquim Malats i Enric Granados. Va ser fundador de l'Orfeó Tarragoní. Bon violinista, des de molt jove feu concerts a Tarragona i a Barcelona i, per aquest motiu, l'Ajuntament de Tarragona li concedí el 1906 una beca per estudiar a París on s'establí de manera permanent. Només tornà durant la primera guerra europea (1914-1918) i residí a Rubí, on funda l'Orfeó de Rubí.